# 3033 Holbaek
3033 Holbaek је астероид главног астероидног појаса чија средња удаљеност од Сунца износи 2,235 астрономских јединица (АЈ).
Апсолутна магнитуда астероида је 13,0.